# José da Guerra Maio

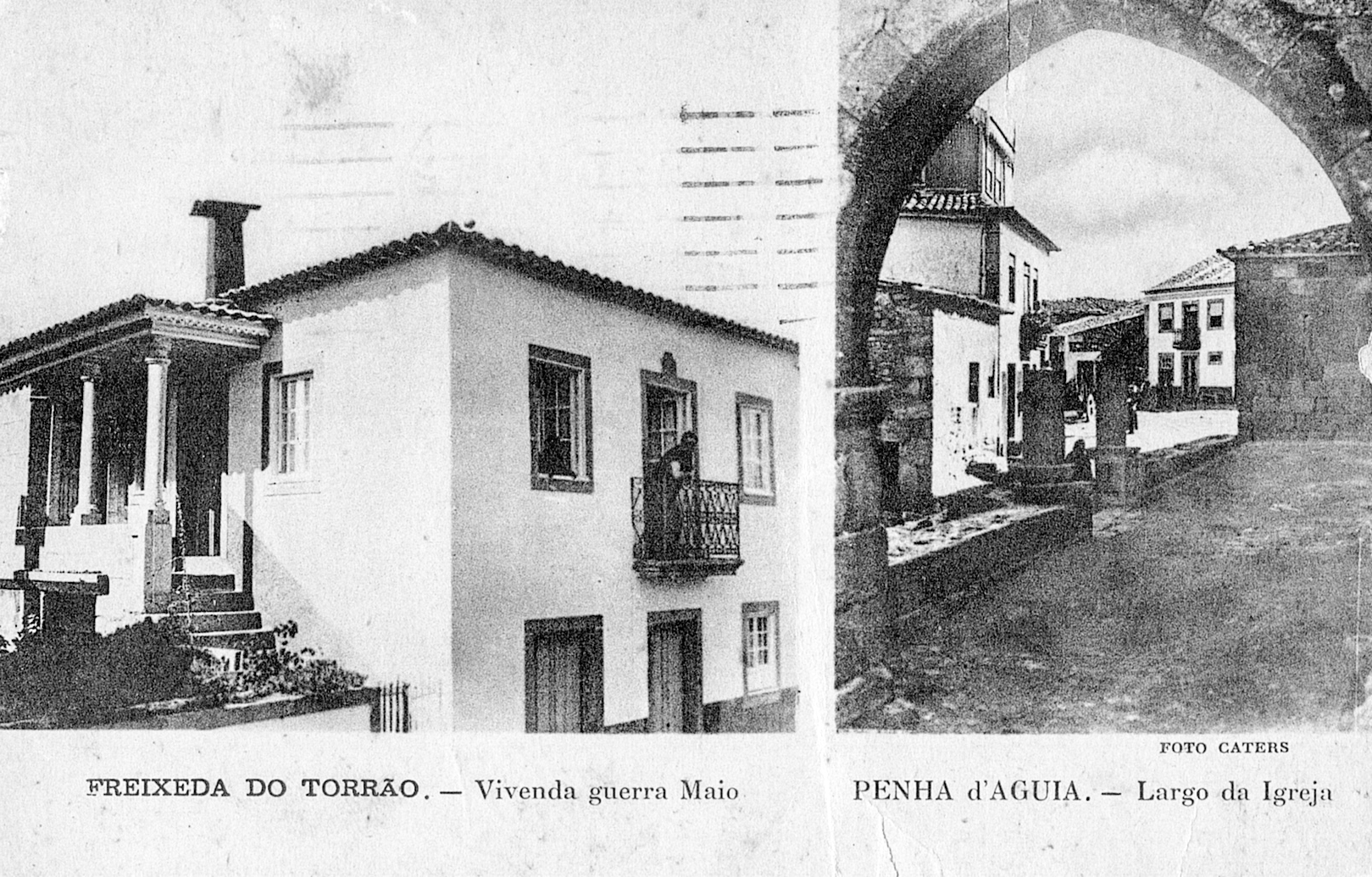
Vivenda Guerra Maio, em Freixeda do Torrão.

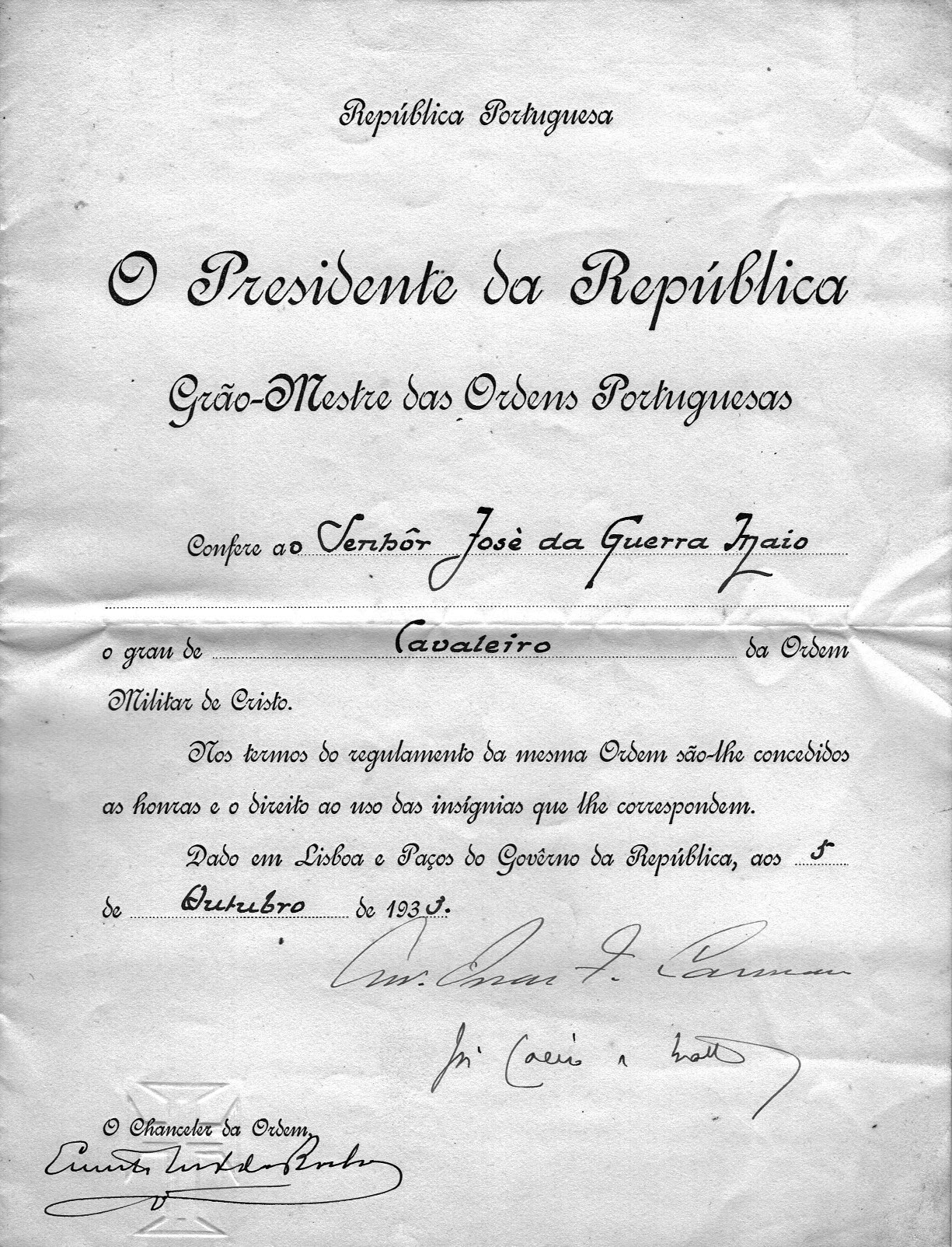
Comprovativo da atribuição do grau de Cavaleiro na Ordem Militar de Cristo a José da Guerra Maio.

José da Guerra Maio OC (Freixeda do Torrão, 21 de dezembro de 1885 — Lisboa, 10 de Junho de 1967) foi um jornalista e escritor português.

## Biografia
Guerra Maio nasceu na localidade de Freixeda do Torrão, filho de José Bonifácio Guerra Maio e Teresa de Jesus Soares.[carece de fontes?]
Residiu em Paris desde 1919, tendo colaborado em diversos jornais portugueses e brasileiros. Como jornalista, colaborou no Comércio do Porto e no Diário de Lisboa, e foi redactor na Gazeta dos Caminhos de Ferro, posição que abandonou para ir dirigir a Agência de Turismo em Paris da Sociedade de Propaganda de Portugal. Foi redator principal da Revista de Turismo entre os anos de 1916 e 1924.[carece de fontes?] Em 1922, foi nomeado como segundo delegado da Companhia dos Caminhos de Ferro Portugueses da Beira Alta numa das conferências anuais sobre o tráfego entre França, Espanha e Portugal, realizada em Valência O seu objectivo principal, que lhe tinha sido atribuído pelo administrador-delegado da Companhia, Luís Ferreira da Silva Viana, era propor várias alterações no Sud Expresso, como a introdução de uma carruagem de primeira e segunda classes, e modificações nos preços.
Em 1949, publicou o livro Por Terras Afastadas, Crónicas de Viagem. Em 1950, era secretário na delegação de Paris da Câmara Portuguesa do Comércio. Defendeu a construção de um ramal ferroviário para Fátima, tendo as suas propostas sido apoiadas pela imprensa nacional e no ultramar. Foi igualmente responsável pela construção de uma estrada municipal entre Freixeda do Torrão e Almendra.
Teve quatro filhos: Felisberto Augusto da Guerra Maio; Helena Guerra Maio, que faleceu em 1950 na cidade de Paris, com apenas 18 anos de idade; Josette da Guerra Maio, falecida em Rouen em 2005; e José da Guerra Maio, vivendo em Lisboa.[carece de fontes?] Faleceu em 10 de Junho de 1967.
Em 7 de outubro de 1934 foi galardoado com o grau de oficial na Ordem Militar de Cristo. O seu nome é lembrado na toponímia de Freixeda do Torrão, concelho de Figueira de Castelo Rodrigo.

## Obras publicadas
- Relações ferroviárias internacionais (1922)
- Rosas bravas (1927)
- O problema ferroviário em 1934 (1934)
- Paris-Tóquio via Moçambique (1936)
- Portugal desconhecido (1945)
- Por Terras Afastadas, Crónicas de Viagem (1949)
- Viajando (1961)